# Squadra investigativa speciale S.I.S. giustizia sommaria
Squadra investigativa speciale S.I.S. giustizia sommaria (Extreme Justice) è un film poliziesco del 1993 del regista Mark L. Lester. La storia è ispirata su fatti realmente accaduti.

## Trama
Il sergente della polizia di Los Angeles Jeff Powers viene sospeso dal servizio a causa del suo comportamento spericolato. Il tenente Dan Vaughn gli propone allora di entrare a far parte della sua squadra speciale: un corpo di agenti particolare, specializzato nella caccia ai più pericolosi criminali. Ben presto però Powers si accorge che Vaughn approfitta del suo potere per esasperare gli scontri con i criminali e poterli così uccidere.